# Gelasine coerulea
Gelasine coerulea är en irisväxtart som först beskrevs av Vell., och fick sitt nu gällande namn av Pierfelice Ravenna. Gelasine coerulea ingår i släktet Gelasine och familjen irisväxter. Inga underarter finns listade i Catalogue of Life.